# Coccostromella
Coccostromella is een monotypisch geslacht van schimmels behorend tot de familie Phyllachoraceae. Het bevat alleen Coccostromella puttemansii. 